# Trey Murphy
Kenneth „Trey” Murphy III (ur. 18 czerwca 2000 w Durham) – amerykański koszykarz, występujący na pozycji niskiego skrzydłowego, obecnie zawodnik New Orleans Pelicans.

## Osiągnięcia
Stan na 19 lutego 2023, na podstawie, o ile nie zaznaczono inaczej.
NCAA
- Uczestnik rozgrywek turnieju NCAA (2021)
- Mistrz sezonu regularnego konferencji Atlantic Coast (2021)
- Zaliczony do:
  - I składu All-ACC Academic (2021)
  - Conference USA Commissioner’s Honor Roll (2019, 2020)
- Zawodnik kolejki konferencji USA (18.11.2019)

NBA
- Zaliczony do I składu letniej ligi NBA (2021)
- Finalista konkursu wsadów NBA (2023)[4]
- Uczestnik turnieju drużynowego Jordan Rising Stars (2023)[5]